# Jan Guzyk
Jan Guzyk (Liszki, 1875 – 1928) è stato un sensitivo polacco.
Fu oggetto di accurati studi per le sue presunte doti medianiche.

## Biografia
Nativo di Rączna, un villaggio non distante da Cracovia, fin dalla giovane età dichiarò di essere capace di materializzare entità spirituali ed incorporee, produrre ectoplasmi e far levitare oggetti. Alle sue sedute spiritiche presenziarono vari parapsicologi, tra i quali Gustave Geley che giudicò i fenomeni come autentici, Paul Heuzé e un illusionista professionista noto come il professor Dicksonn, i quali invece sospettarono che si trattasse di una frode.

Heuzé invitò cinque scienziati, fra i quali il fisico Paul Langevin, ad osservare Guzyk durante le sue sedute. Il fatto che gli oggetti fossero spostati solamente entro una distanza che rimaneva a portata di mano del medium, indusse gli esperti a concludere che Guzyk avesse liberato una delle gambe per eseguire i presunti fenomeni paranormali. Come controprova, quando furono introdotti dei controlli più rigorosi, non si verificò nulla di scientificamente rilevante.
Nel 1923 fu esposto come una frode in una serie di sedute svoltesi alla Sorbona di Parigi. Guzyk impiegava i gomiti e le gambe per spostare gli oggetti nella stanza e per toccare le sedie. Fu sorpreso a imbrogliare dal ricercatore psichico Harry Price, che al riguardo affermò «l'uomo era intelligente, soprattutto con i piedi, che gli erano utili quasi quanto le mani nel produrre i fenomeni». Price notò anche che Guzyk impersonava un animale "spirituale" durante una seduta, mettendo la mano in una calza per dare l'illusione di una mascella che si spezzava.
Lo psicologo Max Dessoir scrisse che il trucco di Guzyk era quello di usare il suo "piede per [riprodurre] tocchi e suoni psichici". A seguito di ripetuti esami, si concluse che la sua medianità era una frode. Durante una seduta a Cracovia, a dicembre del 1924, fu scattata una fotografia che mostrava Guzyv mentre spostava una tenda con la mano. Walter Franklin Prince, presente alla sedute di Guzyk, giunse alla conclusione che non aveva alcuna facoltà paranormale. Analogamente, il ricercatore psichico Paul Tabori dichiarò che era stato accertato che Guzy aveva tenuta una condotta fraudolenta nel corso delle sedute.